# Virtual Boy Wario Land
Virtual Boy Wario Land är ett plattformsspel till Virtual Boy, utgivet av Nintendo. Spelet börjar med att Wario vaknar upp i en djungel, där han ser några maskerade varelser. Han följer efter dessa in genom ett vattenfall, till en hemlig grotta. Där upptäcker han en stor skatt som han försöker ta. När han rör skatten, utlöses en fälla och Wario faller ner i en underjordisk labyrint. Det är nu spelarens uppdrag att få ut Wario ur labyrinten samtidigt som man ska samla på sig så mycket av skatten som man bara kan (liknande handling i spelet Wario Land 4).
Detta brukar klassas som ett av de bästa (om inte det bästa) spelen till Virtual Boy.